# A magyar állam tulajdonában álló műemlékek listája Fejér vármegyében
Az alábbi lista a Fejér vármegyében található, magyar állam tulajdonában álló, országos műemléki védettségű ingatlanokat tartalmazza.
 Az alábbi műemléki lista a Magyar Nemzeti Vagyonkezelő Zrt. nyilvántartásának 2013. szeptemberi állapotán alapul, az oldal tartalma csupán tájékoztató jellegű! Az országos műemléki nyilvántartás közhiteles forrása a Lechner Lajos Tudásközpont.
|  | Bővebben: alcsúti kastély |

|  | Bővebben: Alcsúti Arborétum Természetvédelmi Terület |

|  | Bővebben: Batthyány-kastély (Bicske) |

|  | Bővebben: Esterházy-kastély (Csákvár) |

|  | Bővebben: Csókakő vára |

|  | Bővebben: Festetics-kastély (Dég) |

|  | Bővebben: Károlyi-kastély (Fehérvárcsurgó) |

|  | Bővebben: Amadé–Bajzáth–Pappenheim-kastély |

|  | Bővebben: Nádasdy-kastély (Nádasdladány) |

|  | Bővebben: Zichy-kastély (Soponya) |

|  | Bővebben: Nagyboldogasszony-bazilika (Székesfehérvár) |

|  | Bővebben: Gorsium |

|  | Bővebben: Batthyány–Draskovich–Csekonics-kastély |